# Oriental (Marrocos)
A Oriental (em francês: l'Oriental; em berbere: ⵜⴰⴳⵎⵓⴹⴰⵏⵜ; romaniz.: Tagmuḍant; em árabe: الجهة الشرقية; romaniz.: Ash-Sharq) é uma região administrativa de primeiro nível de Marrocos, criada pela reforma administrativa de 2015. A sua capital é a cidade de Ujda. Anteriormente existia uma região com o mesmo nome. A nova região tem as as mesmas províncias e ainda a província de Guercif, que fazia parte da antiga região de Taza-Al Hoceima-Taounate. Desta região são originarios 28,3% dos emigrantes marroquinos a morar no exterior.

## Organização administrativa
A região está dividida em 1 prefeitura, 7  províncias, 17 círculos e 124 comunas.
A primeira divisão administrativa da região é feita entre províncias e prefeituras (estas últimas são o equivalente urbano das primeiras).
| Prefeituras/ províncias | Tipo       | Área (em km²) | Habitantes (em 2014) | Habitantes (em 2004) |
| ----------------------- | ---------- | ------------- | -------------------- | -------------------- |
| Nador                   | Província  | 3 221 \|      | 565 426 \|           | 505 647              |
| Oujda-Angad             | Prefeitura | 1 714 \|      | 551 767 \|           | 477 100              |
| Berkane                 | Província  | 1 985 \|      | 289 137 \|           | 270 328              |
| Taourirt                | Província  | 8 541 \|      | 233 188 \|           | 206 762              |
| Guercif                 | Província  | 7 310 \|      | 216 717 \|           | 184 687              |
| Driouch                 | Província  | 2 909 \|      | 211 059 \|           | 270 328              |
| Figuigue                | Província  | 55 990 \|     | 138 325 \|           | 129 430              |
| Jerada                  | Província  | 8 460 \|      | 108 727 \|           | 105 840              |
| Totais                  | Região     | 90 130        | 2 314 346            | 1 908 905            |

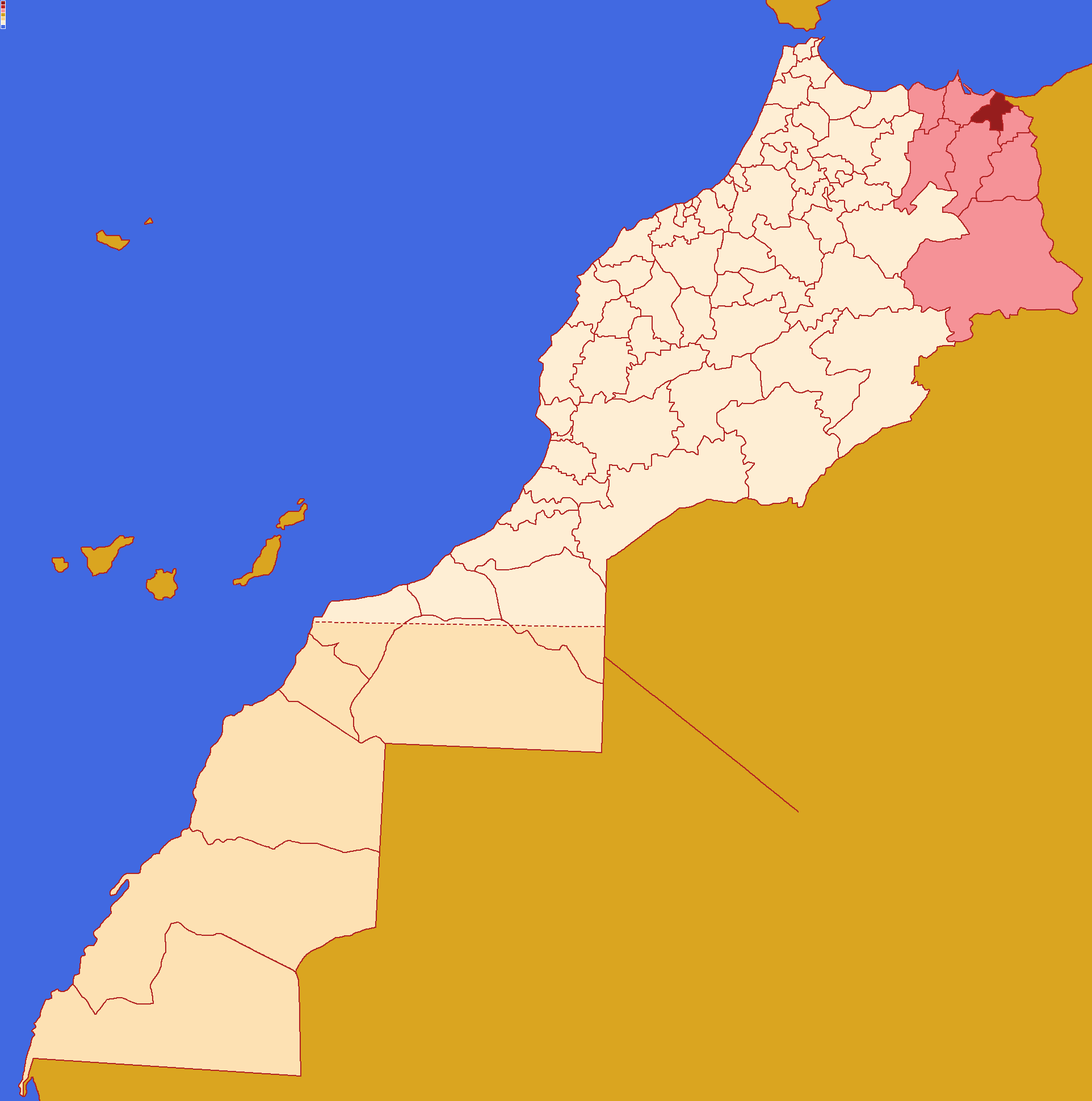
Província de Berkane
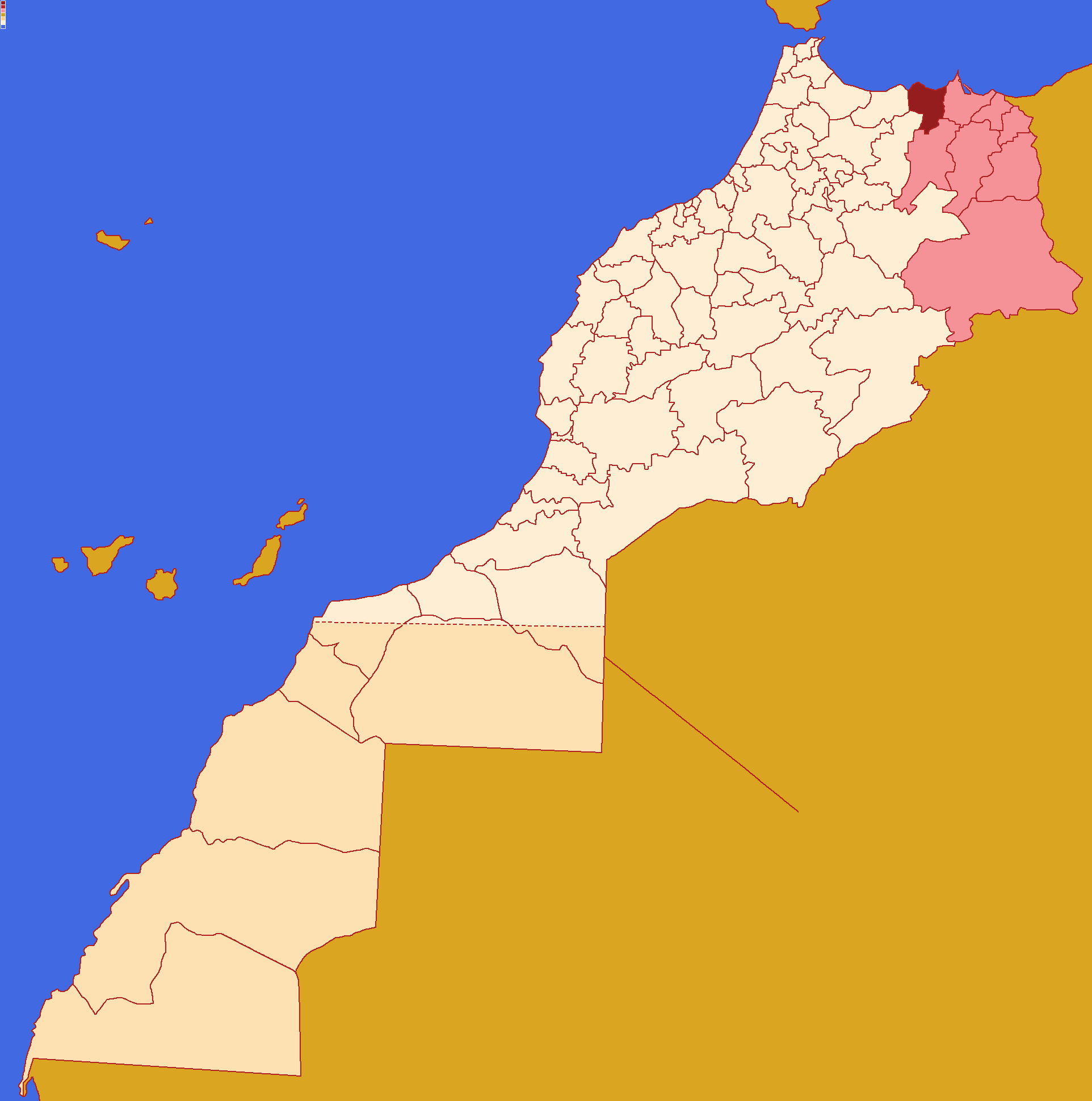
Província de Driouch
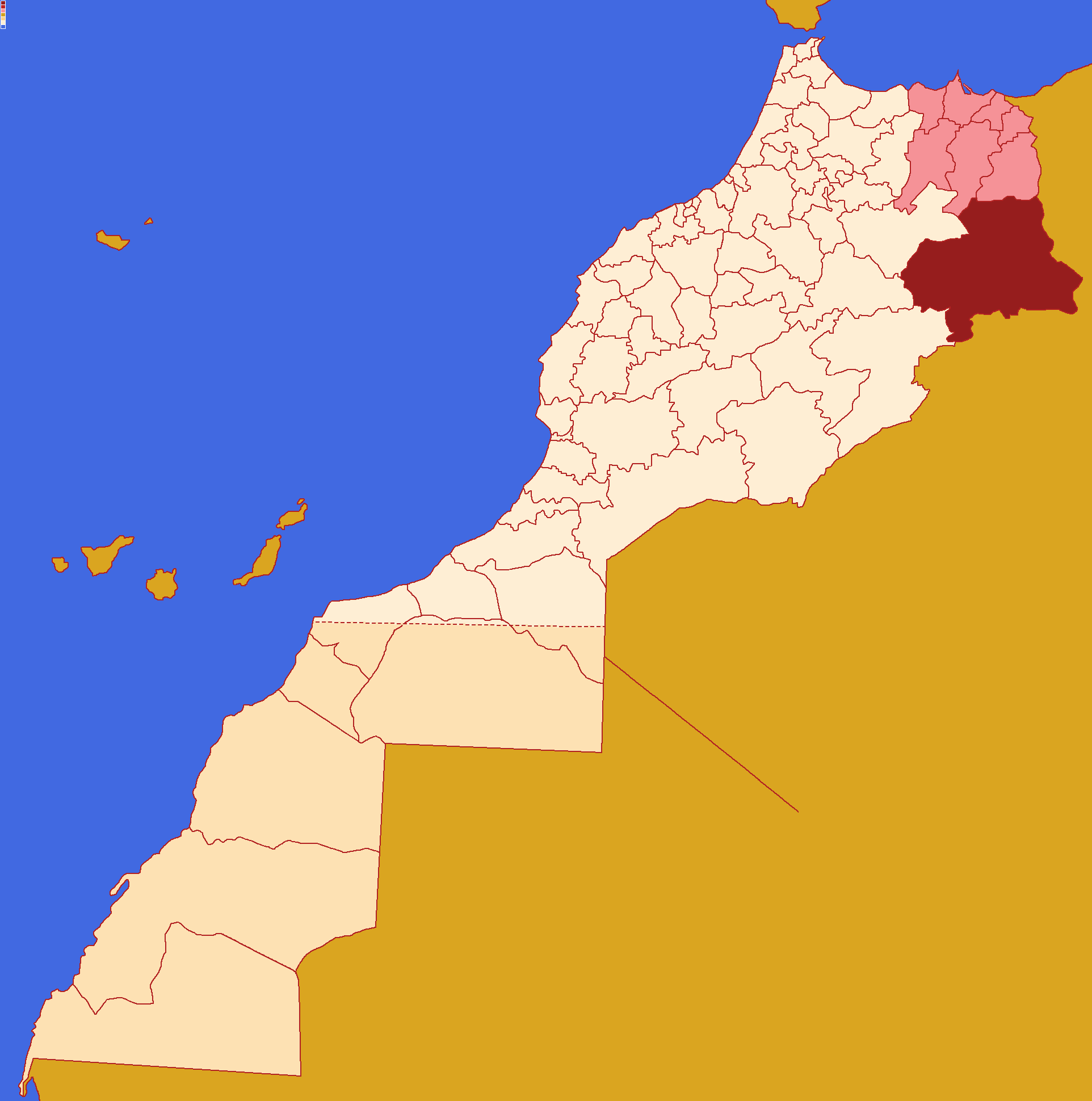
Província de Figuigue
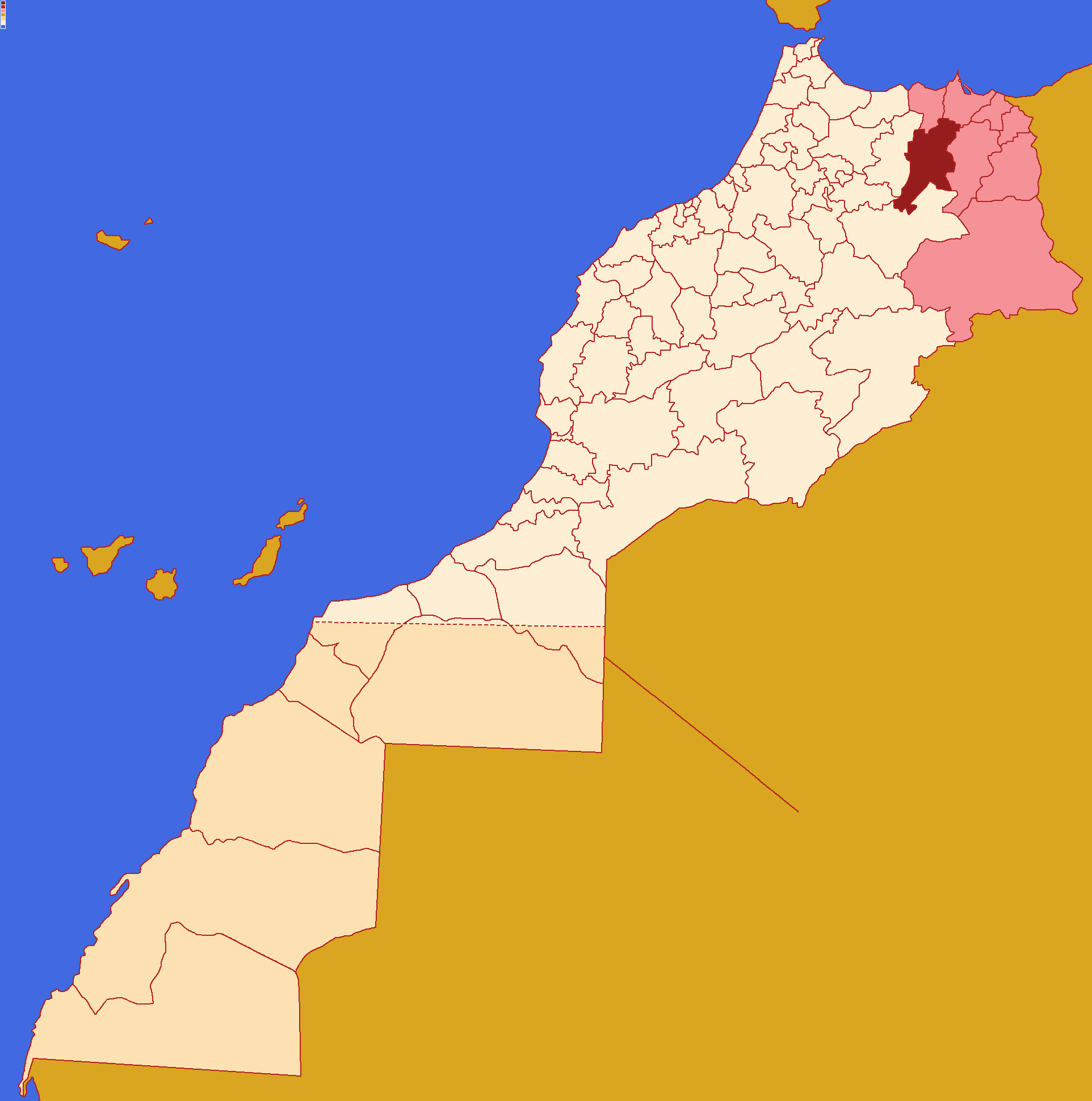
Província de Guercif
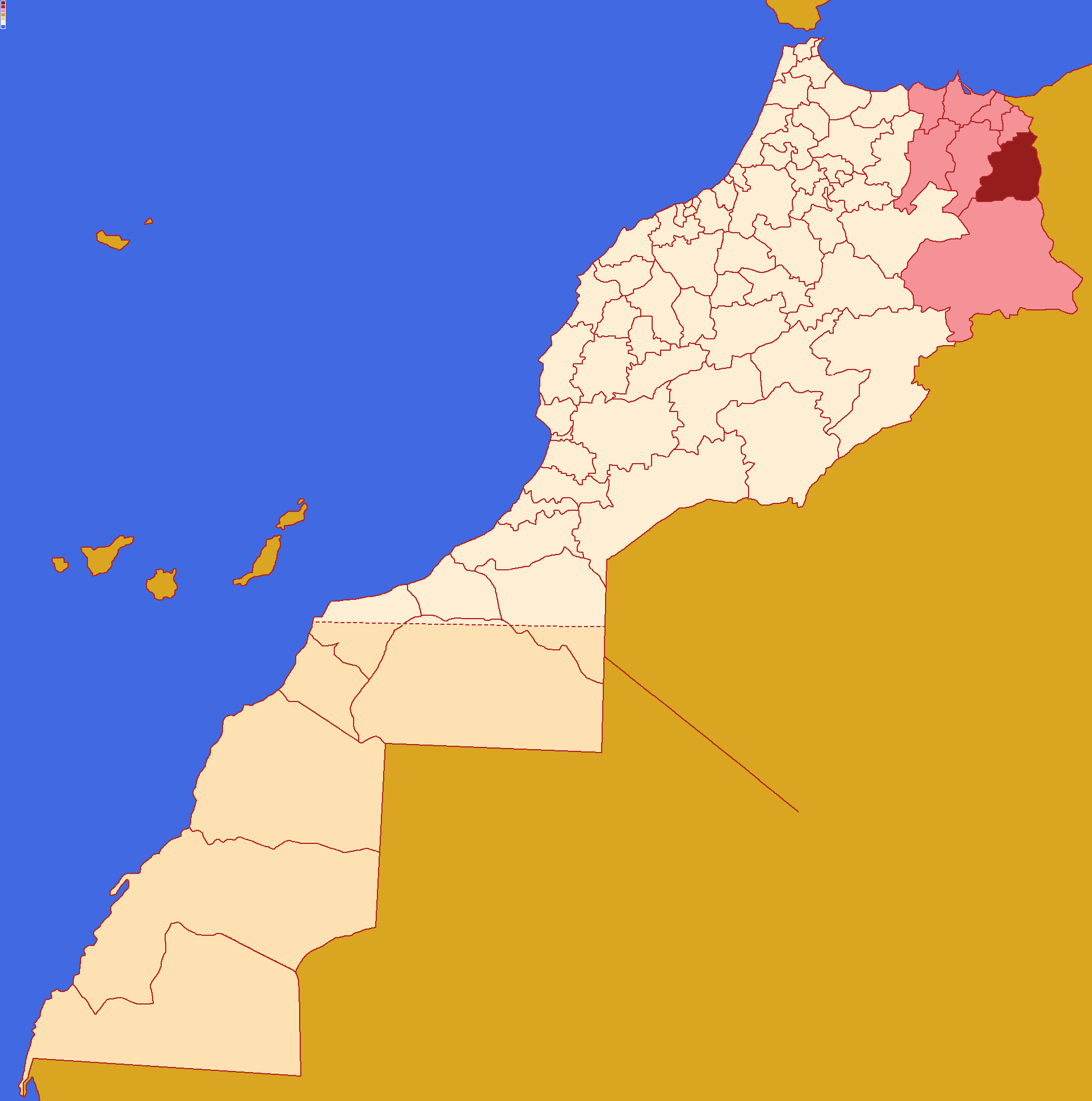
Província de Jerada
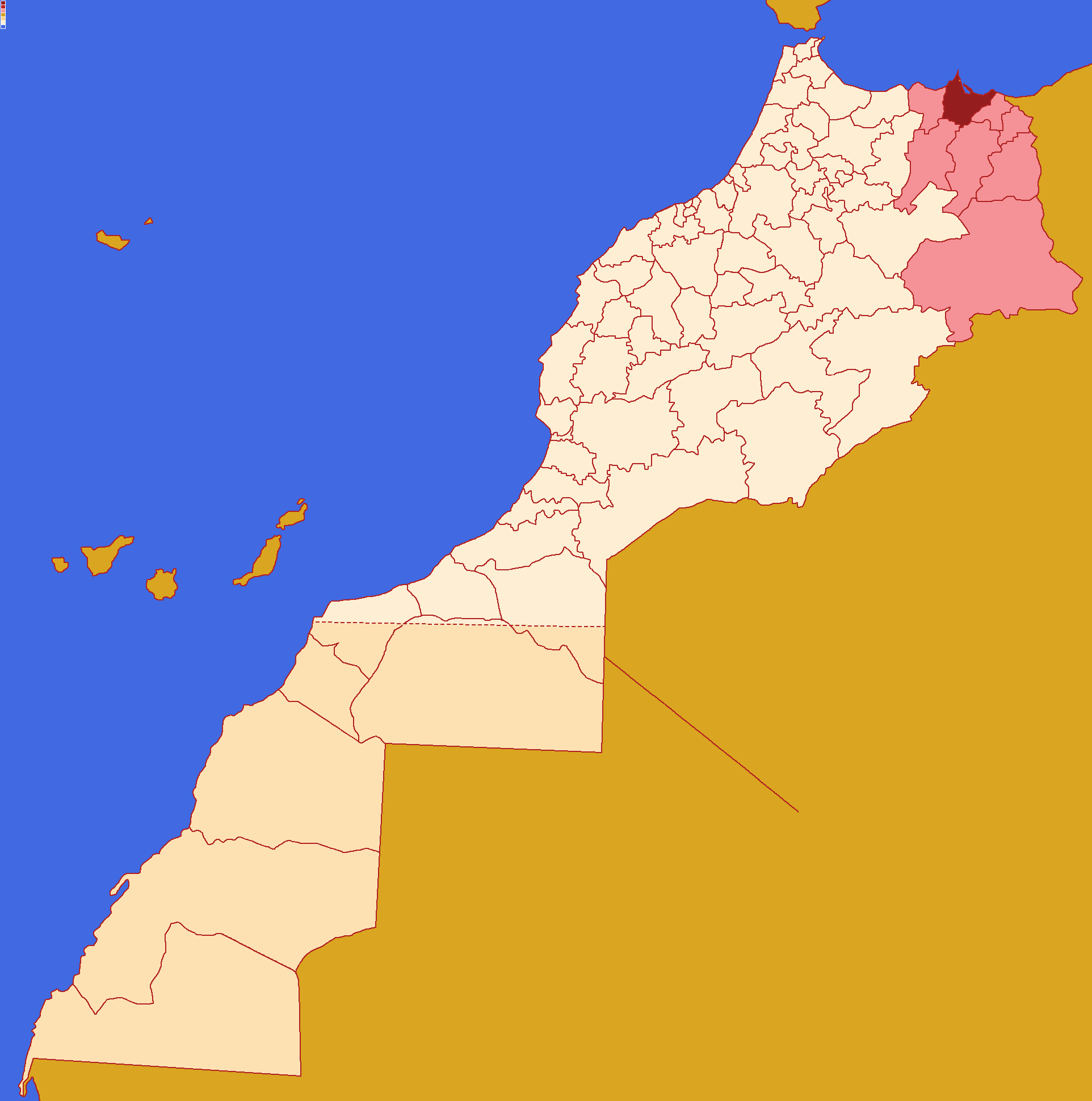
Província de Nador
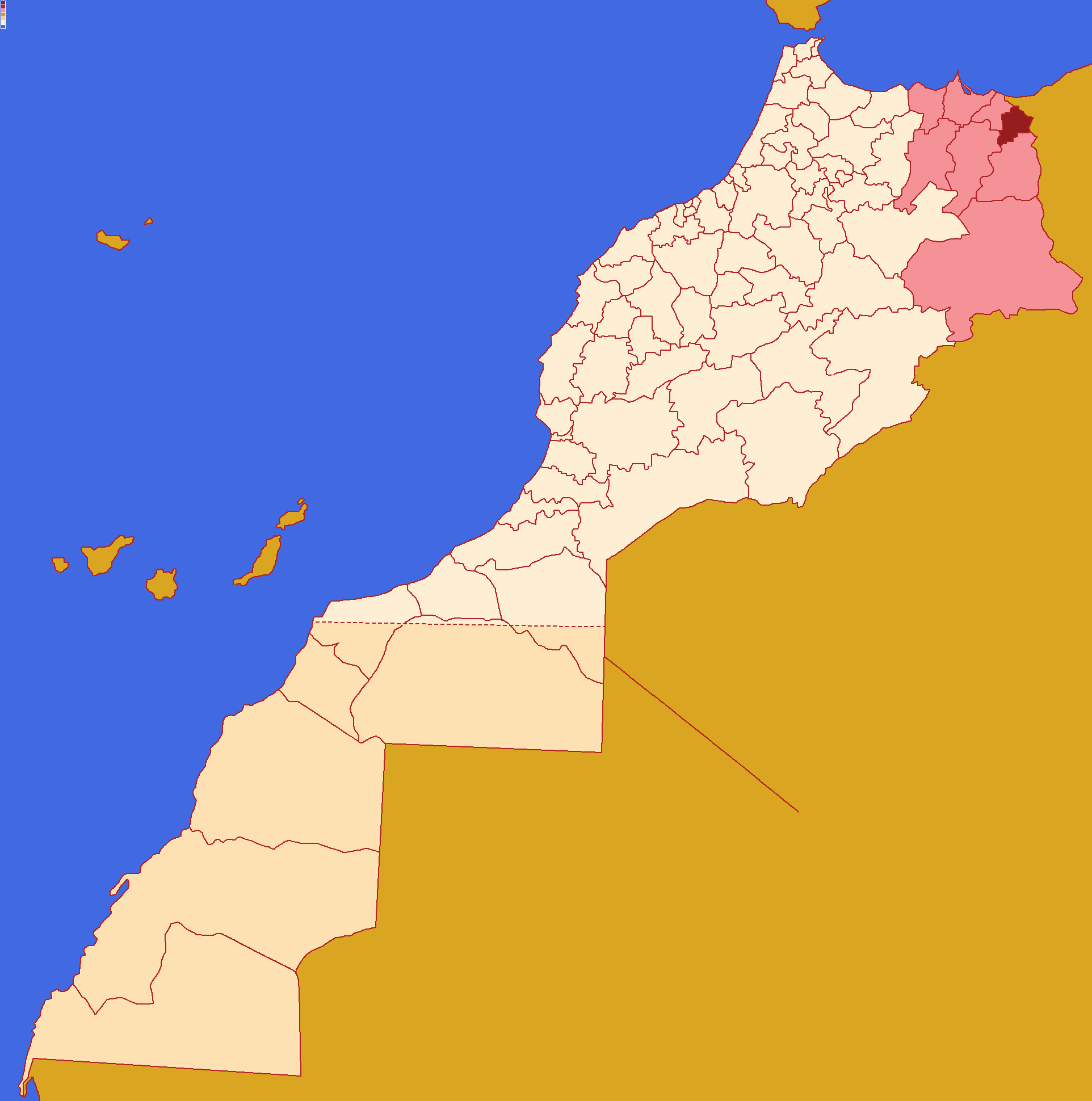
Prefeitura de Oujda-Angad
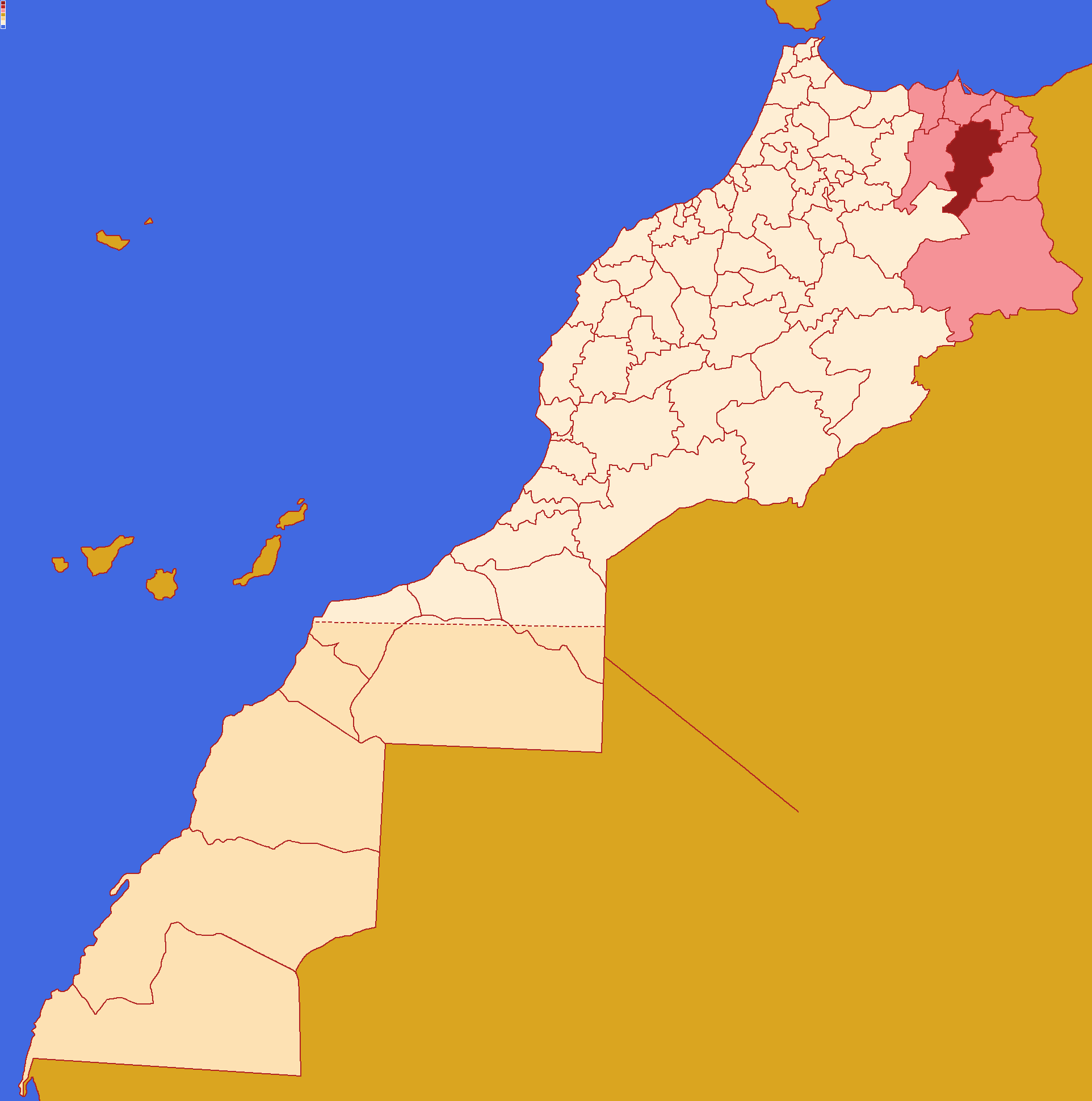
Província de Taourirt

## Economia
O PIB regional em 2016 era de 49.123 milhões de Dh, o que corresponde a 20.867 per capita. O total nacional era de 1.013.559 milhões de Dh o que corresponde a 29.380 Dh per capita. Em termos nacionais, a região é responsável por 4,8% da riqueza nacional marroquina.